# Żywe maszyny
Żywe maszyny (ang. Mortal Engines Quartet; Hungry City Chronicles; Predator Cities a Predator Cities Quartet) – cykl steampunkowych powieści young adult Philipa Reeva. Składają się nań książki: Zabójcze maszyny, Złoto drapieżcy, Cynowa księga i Zielona Burza.

## Fabuła

### Zabójcze maszyny
Główni bohaterowie serii, Tom i Hester spotykają się w wyniku konfliktu pomiędzy ich miastami. Zbieg okoliczności zmusza ich do wspólnej podróży.

### Złoto drapieżcy
Tom i Hester wciąż muszą uciekać dwa lata po zniszczeniu Londynu.

### Cynowa księga
Tom i Hester są szczęśliwi w bezpiecznym Anchorage, ale ich córka Wren pragnie przygód.

### Zielona Burza
Wyniszczający konflikt między ruchomymi miastami a fanatycznymi wojskami Zielonej Burzy dobiega końca, dzięki wysiłkom pokojowo nastawionych stronnictw. Wren wraz z ojcem mogą więc bezpiecznie wędrować Podniebnymi Szlakami, starając się zapomnieć o zdradzie Hester.

## Ekranizacja
W grudniu 2018 wszedł na ekrany kin film pt. Zabójcze maszyny, będący ekranizacją pierwszej części cyklu.